# トライレール
トライレール（Tri-Rail）は、アメリカ合衆国フロリダ州のマイアミ都市圏で運行している非電化の通勤列車。運行区間は、マイアミ・デイド郡、ブロワード郡、パームビーチ郡の3郡に跨がる。これは名称の「Tri」の由来になっている。

## 概要
1989年、フロリダ州がCSXトランスポーテーションからマイアミ線を買い取り運行開始した。ただし、路線にはCSXの貨物ヤードがあるためCSXには貨物列車を乗り入れる権利が与えられた。1996年以降、マイアミ国際空港駅がマイアミのターミナル駅となった。
マイアミ線は1920年代にシーボード・エア・ライン鉄道が建設した路線で、設備は老朽化していた。フロリダ州は継続的に設備の更新を進めた。2007年に複線化工事が完了した。2015年にはマイアミ国際空港駅が全面的に建て替えられた。2024年にはマイアミ中央駅の乗り場が完成し、マイアミのターミナルは2ヶ所になった。
その他の主要駅はハリウッド駅、フォートローダーデール駅、ウェストパームビーチ駅など。機関車は南行の時はPull、北行はPushで運行する。ラッシュアワーは20分間隔、昼間は1時間間隔で運行している。
マイアミ線にはアムトラックも乗り入れている。アムトラックのマイアミ駅（en:Miami station (Amtrak)）は町外れの不便な所にある。

## ギャラリー

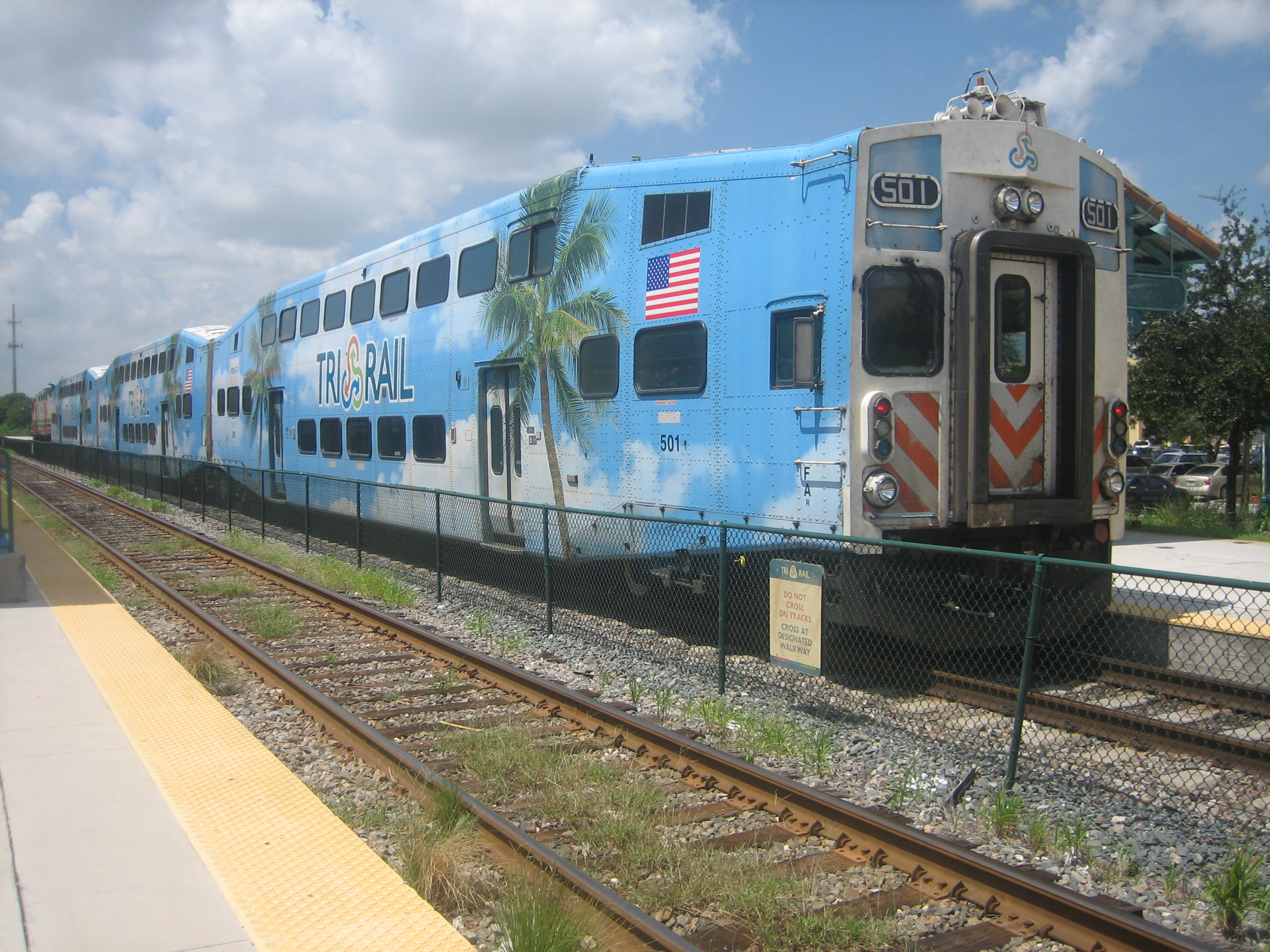
二階建ての客車（制御車）
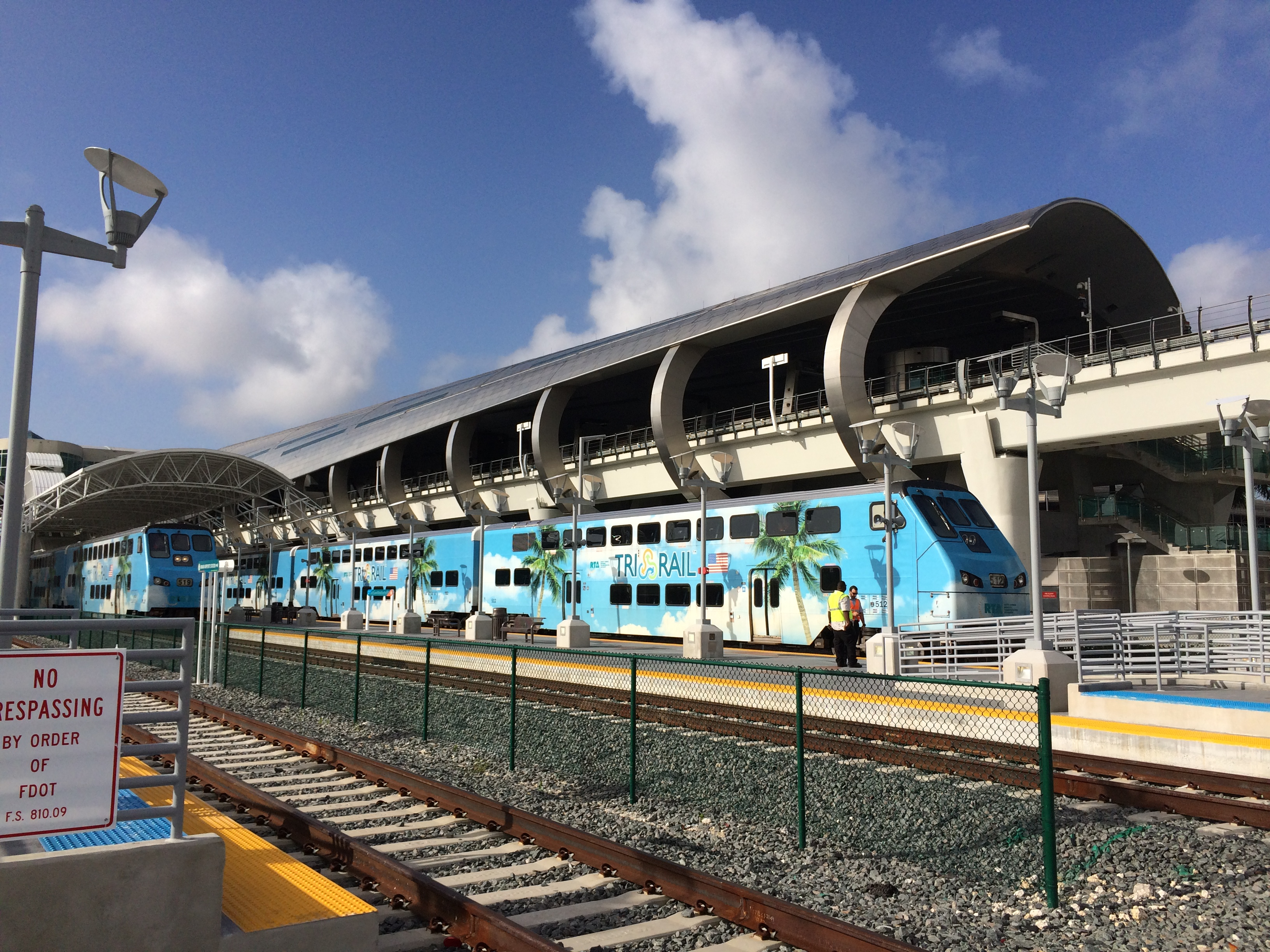
マイアミ国際空港駅
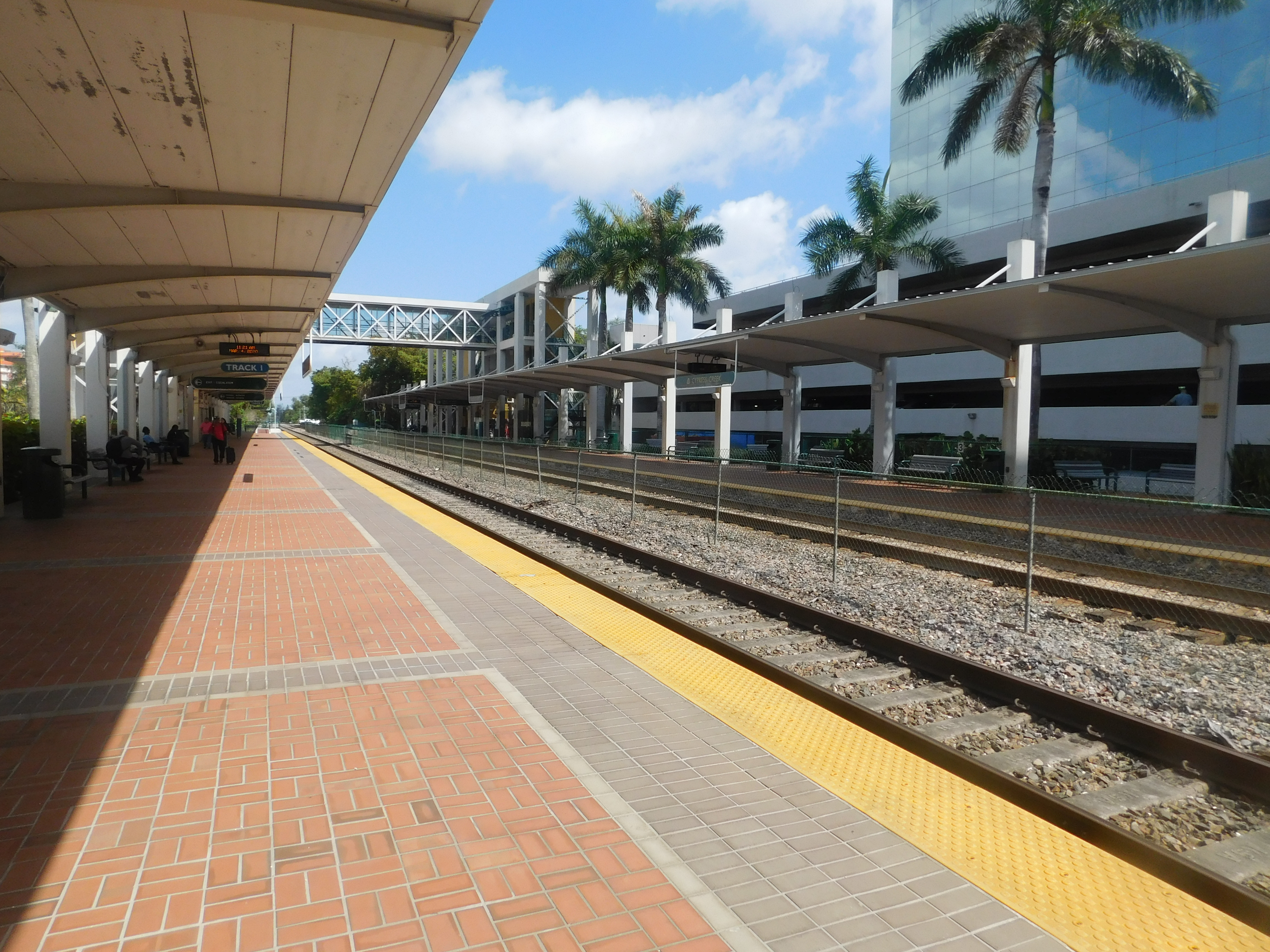
サイプレスクリーク駅